# Lasius epicentrus
Lasius epicentrus är en myrart som beskrevs av Théobald 1937. Lasius epicentrus ingår i släktet Lasius och familjen myror. Inga underarter finns listade i Catalogue of Life.